# Io più te (Don Backy)
Io più te è un album discografico di Don Backy, pubblicato dall'etichetta discografica RCA Italiana nell'ottobre del 1973.

## Tracce
Lato A
1. Io più te (Don backy)
2. Immaginare (Don Backy)
3. Il naso (Paolo Amerigo Cassella, Riccardo Cocciante, Marco Luberti)
4. Canzone (Don Backy)

Lato B
1. Faccia da marciapiede (Don Backy)
2. Poesia (Don Backy)
3. Zoo (Don Backy)
4. L'odore del pane (Paolo Amerigo Cassella, Riccardo Cocciante, Marco Luberti)
5. Buonanotte (Don Backy)

## Formazione
- Don Backy - voce
- altri musicisti non accreditati

Note aggiuntive:
- Enzo Martella - tecnico della registrazione e del Re-recording
- Delta Italiana - produzione
- Lucky Adiutori - foto